# Хвойные
Хво́йные (лат. Pinóphyta или Coníferae) — группа голосеменных, один из отделов царства растений. К хвойным относятся высшие сосудистые семенные растения, чьи семена развиваются в шишках. Все современные виды хвойных — древесные растения; преобладающее большинство — деревья, хотя есть и кустарники. Типичные представители — сосна, ель, пихта, лиственница, кедр, можжевельник, кипарис, секвойя, тис, агатис и араукария. Особо примечателен один вид, единственный паразит других растений среди хвойных — небольшое растение паразитаксус. Хвойные растения произрастают в диком виде почти во всех частях света. Часто они преобладают над другими растениями, образуя например такой биом, как тайга. Хвойные имеют неоценимое экономическое значение, в основном в качестве лесоматериала и сырья для производства бумаги. Древесина хвойных относится к типу так называемых мягких пород.

## Таксономия и название
Название отдела — Pinophyta — соответствует правилам МКБН, согласно статье 16.1 которого название таксона растений рангом выше семейства формируется из названия типового семейства (в данном случае Pinaceae) или носит описательный характер (в данном случае — Coniferae, от лат. conus — шишка и ferro — носить, нести). Более старые и теперь не используемые названия — Coniferophyta и Coniferales.
В русском языке название отдела — Хвойные — происходит от слова «хвоя», хотя далеко не все представители имеют листья иглообразной формы. Также не совсем корректным являлось и более старое название, калька от Coniferae, «шишконосные» — поскольку не все хвойные растения имеют шишки.
Хвойные растения — самые распространённые и имеющие наибольшее экономическое значение представители голосеменных, поэтому в обиходном употреблении «хвойные» употребляются как синоним голосеменных, особенно в районах умеренного климата, где хвойные — единственные представители голосеменных. Тем не менее это две различающиеся группы: хвойные представляют собой лишь одну из четырёх ныне живущих групп голосеменных.
Отдел хвойных растений состоит всего из одного класса — Pinopsida, который включает как вымершие, так и существующие таксоны. Раньше чаще всего происходило деление класса Pinopsida на два порядка — тисовые (Taxales) и собственно хвойные (Pinales), однако последние исследования последовательностей ДНК доказали, что такое деление делает порядок Pinales парафилетическим; поэтому порядок Тисовые был включён в состав Pinales. Более чётким было бы деление класса на три порядка: Pinales, включающий только семейство хвойных (Pinaceae); Araucariales, включающий Араукариевые (Araucariaceae) и Подокарповые (Podocarpaceae); Cupressales, включающий все остальные семейства, в том числе Тисовые (Taxaceae). Однако нет достаточных оснований для такого деления, поскольку большинство учёных предпочитает сохранять все семейства внутри единственного порядка Pinales.
В настоящее время в составе класса рассматриваются от 6 до 8 семейств с 65—70 родами и 600—650 видами. Головчатотисовые (Cephalotaxaceae) могут включаться в состав тисовых (Taxaceae), а в некоторых работах дополнительно выделяют Phyllocladaceae как отличающееся от подокарповых семейство. Семейство Таксодиевые (Taxodiaceae) здесь включено в семейство Кипарисовые (Cupressaceae), хотя продолжает часто встречаться во многих источниках как отдельное семейство.
Определённую роль в построении филогенетического дерева хвойных играют биохимические исследования. Так, состав эфирных масел хвойных в целом достаточно близок (терпены и небольшое количество окисленных терпеноидов), но у разных представителей класса существенно различается соотношение компонентов, причём у отдельных видов возможно даже появление или исчезновение некоторых маркерных веществ (например, каренов).

## Систематика
Отдел Хвойные включает в себя один ныне существующий и три вымерших порядка:
- †Cordaitales — Кордаитовые
- Pinales — Сосновые
  - Araucariaceae — Араукариевые
  - Cephalotaxaceae — Головчатотисовые
  - Cupressaceae — Кипарисовые
  - Pinaceae — Сосновые
  - Podocarpaceae — Подокарповые
  - Sciadopityaceae — Сциадопитисовые
  - Taxaceae — Тисовые
- †Vojnovskyales — Войновскиевые
- †Voltziales — Вольциевые

## Происхождение
Хвойные являются древней группой, их ископаемые остатки встречаются на протяжении порядка 300 млн лет, начиная с позднего каменноугольного периода палеозойской эры. Древнейшими макроостатками хвойных считаются листья Swillingtonia denticulata, найденные на территории Англии. Более современные роды появляются в ископаемых отложениях возрастом 60-120 млн лет. Другие представители теперь уже вымерших классов и отрядов встречаются в ископаемом виде с поздней палеозойской и мезозойской эры. Ископаемые хвойные растения были довольно разнообразны, наибольшее отличие от современных представителей этого отряда было у некоторых травянистых хвойных видов, не имеющих древесных волокон. Большинство ископаемых отрядов хвойных и хвойноподобных растений относятся к кордаитовым (Cordaitales), войновскиевым (Vojnovskyales), вольциевым (Voltziales) и к порядку чекановскиевых (Czekanowskiales, впрочем, скорее более относящемуся к отделу Ginkgophyta).

## Морфология
Все современные хвойные — древесные растения, большинство — деревья, в основном с одним прямым стволом с боковыми ветвями и выделенным доминированием верхушки. Размеры взрослого дерева варьируют от меньше чем метр до более 100 метров в высоту. Самое высокое дерево, самое толстое, самое большое и самое старое — все представители хвойных растений. Самое высокое дерево — Секвойя вечнозелёная (Sequoia sempervirens) с высотой 115,2 метра. Самое большое — Секвойядендрон гигантский (Sequoiadendron giganteum), объём — 1486,9 м³. Самое толстое, имеющее наибольший диаметр ствола дерево — Таксодиум мексиканский (Taxodium mucronatum), 11,42 метра в диаметре. Самое старое дерево — Сосна долговечная (Pinus longaeva), 4700 лет.

### Корень
Для многих хвойных характерно сохранение на всю жизнь первичного корня, который развивается в виде мощного стержневого корня, от которого отходят боковые. Иногда (например, у некоторых сосен), первичный корень недоразвит.
Помимо длинных корней (главных или боковых), у хвойных имеются короткие, мелкие и часто сильно ветвистые корни, именно они являются главными абсорбирующими органами растения. Эти короткие корни часто содержат микоризу.
У растений семейства Подокарповые (Podocarpaceae) имеются корневые клубеньки с бактериями, похожие на клубеньки бобовых, при этом такие корни, за редким исключением, снабжены корневыми волосками.
Корневые волоски у хвойных приурочены к столь узкой зоне верхушки и так легко отпадают при промывании корня, что очень часто их не замечают. Протоксилемные группы закладываются в корнях всегда экзархно. В корнях развиваются многослойный перицикл и ясно выраженная однослойная эндодерма.

### Листва
Листья многих хвойных растений — длинные тонкие иголки; другие же, включая кипарисовые и некоторые подокарповые, имеют плоские, чешуйкообразные листья. Некоторые, особенно Агатис из араукариевых и Нагейя из подокарповых, имеют широкие плоские листья в виде полосок. У большинства хвойных листья расположены по спирали, исключение — большинство кипарисовых и один род из подокарповых, у которых листья имеют супротивное расположение. У многих видов со спиральным расположением листья перекручены у основания, обеспечивая им максимальную освещённость. Размер листьев от 2 мм у многих чешуелистных видов до 400 мм в длину у хвои некоторых сосен (например, у сосны Энгельмана Pinus engelmannii). Цвет листьев часто тёмно-зелёный, что помогает усвоить максимум световой энергии слабых солнечных лучей в высоких широтах или в тени от других деревьев. Листья хвойных растений из более жарких регионов с высоким уровнем солнечного света (например, Сосна турецкая Pinus brutia) часто имеют желтовато-зелёный оттенок, тогда как у других (например, Ель голубая Picea pungens) они покрыты очень мощным матово-восковым налётом, защищающим их от ультрафиолета.
Особый интерес представляют устьица хвойных, изучением которых занимаются преимущественно палеоботаники. Большинство родов отличается характерными особенностями строения устьичного аппарата, благодаря чему даже по небольшому фрагменту листа можно в большинстве случаев довольно точно определить род хвойного.
В преобладающем большинстве родов растения являются вечнозелёными, листья обычно остаются на растении несколько лет (от 2 до 40), однако существует 5 родов, сбрасывающих листья осенью и зимующих голыми: лиственница (Larix), лжелиственница (Pseudolarix), глиптостробус (Glyptostrobus), метасеквойя (Metasequoia) и таксодиум (Taxodium).
Ростки многих хвойных растений, включая большинство кипарисовых и род Pinus в семействе сосновых, на ранней стадии развития имеют листья, часто значительно отличающиеся от листьев взрослых растений.

### Размножение

#### Генеративные органы
Органы размножения хвойных растений — стробилы (лат. strobilus). Это видоизменённые укороченные побеги, на которых находятся специализированные листья — спорофиллы, формирующие спорангии — спорообразующие органы. У хвойных растений стробилы однополые, то есть содержат либо мужские, либо женские генеративные органы.
Мужские стробилы называются микростробилами, чаще всего они растут компактными собраниями (иногда употребляется слово «соцветия», хотя с точки зрения ботаники это некорректно, поскольку стробилы не являются цветками) и только у некоторых примитивных хвойных — поодиночке. Отдельнорастущий микростробил или компактное собрание часто называют мужской шишкой. Обычно группы мужских шишек располагаются в пазухах листьев, реже — на верхушках боковых побегов.
Мужские спорофиллы (микроспорофиллы) сильно редуцированы и имеют чешуевидную или щитковидную форму. На каждом микроспорофилле образуется 2-15 микроспорангиев, внутри микроспорангия находится спорогенная ткань, окружённая тапетумом — слоем клеток, доставляющих к ней питательные вещества. Из спорогенной ткани образуются микроспоры. Обычно число микроспор очень велико. Из каждой микроспоры развивается мужской гаметофит, у одних растений это происходит ещё внутри микроспорангия, у других — уже после попадания на женский стробил.
Женские стробилы называются мегастробилами, чаще они растут поодиночке, реже — компактными собраниями (например, у тиса). Отдельнорастущий мегастробил или компактное собрание часто называют женской шишкой. Мегастробилы состоят из центральной оси и кроющих чешуй на ней, в пазухе каждой из кроющих чешуй расположена семенная чешуя, на которой, в свою очередь, сидят семязачатки, каждый из которых представляет собой нуцеллус — мегаспорангий, окружённый защитным веществом — интегументом. В каждом нуцеллусе находится 3-4 мегаспоры, однако только одна из них развивается в женский гаметофит — эндосперм.
Большинство хвойных — однодомные, то есть на одном растении находятся как мужские, так и женские шишки. Двудомные хвойные встречаются реже.

#### Опыление
В конце весны — начале лета микроспорангии начинают производить микроспоры; ветер подхватывает их и переносит на женские шишки. Пыльцевые зёрна сосновых и подокарповых имеют два воздушных мешка — специфическая черта хвойных, отсутствующая у пыльцы других высших растений. Ещё одна уникальная черта — вырост в центре дистальной стороны пыльцевого зерна кипарисовых, тисовых, головчатотисовых, таксодиевых. В работе ирландского ботаника Дж. Дойля (J. Doyle) (1945) выделены несколько вариантов ветроопыления.
Наиболее известен способ, характерный, например, для сосен. Семенные чешуйки на женских шишечках раздвигаются, выделяются капельки так называемой «опылительной жидкости», которые легко смачивают принесённые ветром пыльцевые зёрна, после чего капелька быстро всасывается, доставляя зерно к нуцеллусу, где оно и прорастает, образуя пыльцевую трубку. После опыления семенные чешуйки сдвигаются до момента созревания семян.
Другой способ наблюдается, например, у псевдотсуги. Вместо «опылительной жидкости» крупные пыльцевые зёрна улавливаются при помощи клейких волосков, после чего прорастают, выпуская длинную пыльцевую трубку, которая и достигает нуцеллуса. Вариантом является способ, замеченный у пихт и кедров, у которых наоборот, нуцеллус растёт, двигаясь к пыльцевым зёрнам.

#### Оплодотворение
Оплодотворение происходит через некоторое время после опыления. У некоторых сосен это время достигает от 12 до 24 месяцев.

#### Формирование и распространение семян
После оплодотворения из зиготы за счёт использования питательных веществ эндосперма формируется зародыш. На конечном этапе развития он состоит из корешка, стебелька, нескольких семядолей (зародышевых листьев) и почечки, окружённых эндоспермом. Внешняя оболочка (кожура семени) формируется из интегумента. Остальная часть мегастробила преобразуется в крыловидную форму, способствующую распространению семян ветром (анемохория). До созревания семян проходит от 4-х месяцев до 3-х лет.
Размеры шишек колеблются от 2 мм до 600 мм в длину. У сосновых (Pinaceae), араукариевых (Araucariaceae), сциадопитисовых (Sciadopityaceae) и большинства кипарисовых (Cupressaceae) шишки деревянистые, при созревании чешуйки обычно раскрываются, позволяя семенам свободно падать и разноситься ветром. У некоторых (пихты и кедры) шишки разрушаются, чтобы освободить семена, у других орехоподобные семена распространяются птицами (в основном кедровками и сойками, которые вскрывают более мягкие шишки). Перед тем как упасть на землю, зрелые шишки могут некоторое время оставаться на растении; некоторые огнестойкие сосны могут хранить семена в закрытых шишках 60-80 лет. Если огонь уничтожит родительское дерево, шишки раскрываются.
В семействах подокарповых (Podocarpaceae), головчатотисовых (Cephalotaxaceae), тисовых (Taxaceae) и одном роде кипарисовых (можжевельник, Juniperus) мясистые, мягкие, сладкие, ярко окрашенные ткани вокруг семян поедаются птицами, которые затем распространяют семена со своими экскрементами (зоохория).

## Значение и применение
Хотя общее количество видов хвойных растений относительно невелико, они играют очень большую экологическую роль. Хвойные — преобладающие растения на огромных территориях суши.
Многие хвойные растения выделяют смолу, предназначенную для защиты дерева от насекомых и грибков. Смола ископаемых деревьев — янтарь.

### В культуре
Многие хвойные растения имеют большое значение в озеленении и в качестве декоративных садовых растений. Регистрацией сортов хвойных растений занимается Королевское садоводческое общество в Лондоне.
Среди специалистов по декоративным хвойным за многие десятилетия выработана система классификации обширного сортового ассортимента по величине ежегодного прироста. Такой способ деления даёт хорошее представление о том, каким станет растение через некое определённое время. Выделяют 5 групп:
- Полнорослые. Прирост составляет более 30 см/год, размер в 10 лет — более 3 м.
- Среднерослые и полукарликовые (semidwarf). Прирост — 15-30 см/год.
- Карликовые (dwarf). Прирост — 8-15 см/год.
- Миниатюрные (mini). Прирост — 3-8 см/год.
- Микроскопические (micro). Прирост — менее 1-3 см/год[6].